# 13. marec
13. marec je 72. dan leta (73. v prestopnih letih) v gregorijanskem koledarju. Ostaja še 293 dni.

## Dogodki
- 1519 – Hernán Cortés pristane v Mehiki
- 1781 – William Herschel v ozvezdju Dvojčkov okrije sedmi planet Uran
- 1848 – začetek marčne revolucije na Dunaju
- 1919:
  - ZDA priznajo Kraljevino SHS
  - admiral Kolčak začne ofenzivo proti boljševikom v ruski državljanski vojni
- 1921 – Mongolija razglasi neodvisnost od Kitajske
- 1922 – tržaško sodišče prepove uporabo slovenščine
- 1938 – Nemčija si dokončno priključi (anšlus) Avstrijo
- 1945 – Rdeča armada zavzame Küstrin
- 1946 – aretiran Draža Mihailović
- 1953 – začetek bitke za Dien Bien Phu
- 1969 – pričetek veljavnosti konvencije o odpravi vseh oblik rasne diskriminacije
- 1979 – države Evropske gospodarske skupnosti uvedejo skupno obračunsko denarno enoto ecu, predhodnika evra
- 1979 – več sto ljudi vidi t.i. Phoenix, Arizona Lights
- 2013 – Jorge Mario Bergoglio je izvoljen za 266. papeža, nadane si ime Frančišek († 2025)
- 2020 – mandat nastopi 14. vlada Republike Slovenije, pod vodstvom Janeza Janše.

## Rojstva
- 1265 – Eberhard I., grof Württemberga († 1325)
- 1271 – Judita Habsburška, kraljica Češke in Poljske, soproga Venčeslava II. († 1297)
- 1720 – Charles Bonnet, švicarski naravoslovec in entomolog, filozof († 1793)
- 1733 – Joseph Priestley, angleški kemik († 1804)
- 1741 – Jožef II. Habsburško-Lotarinški, avstrijski cesar († 1790)
- 1781 – Karl Friedrich Schinkel, nemški arhitekt, slikar († 1841)
- 1800 – Mustafa Reşid Paşa, turški državnik, diplomat († 1858)
- 1855 – Percival Lowell, ameriški astronom († 1916)
- 1860 – Hugo Wolf, slovensko-avstrijski skladatelj († 1903)
- 1900 – Giorgos Seferis, grški pesnik, nobelovec 1963 (možen datum rojstva je tudi 19. februar) († 1971)
- 1907 – Mircea Eliade, romunski religiolog, zgodovinar, filozof († 1986)
- 1957 – Boris Benčič, slovenski slikar, fotograf, risar animiranih filmov († 2002)
- 1967 – Andrés Escobar, kolumbijski nogometaš († 1994)
- 1995 – Mikaela Shiffrin, ameriška alpska smučarka

## Smrti
- 1164 – Fudživara Tadamiči, japonski regent (* 1097)
- 1202 – Mješko III. Stari, poljski veliki knez (* 1138)
- 1271 – Henrik Almainški, angleški princ (* 1235)
- 1332 – Teodor Metohit, bizantinski zgodovinar, državnik, mecen in filozof (* 1270)
- 1352 – Ašikaga Tadajoši, japonski vojskovodja (* 1306)
- 1395 – John Barbour, škotski pesnik (* 1320)
- 1447 – Šahruh Mirza, vladar Transoksanije in Perzije (*  1377)
- 1572 – Petar Hektorović, hrvaški pesnik, zbiralec pesmi (* 1487)
- 1851 – Karl Lachmann, nemški jezikoslovec (* 1793)
- 1881 – Aleksander II., ruski car (* 1818)
- 1901:
  - Benjamin Harrison, ameriški predsednik (* 1833)
  - Fernand Pelloutier, francoski anarhist (* 1867)
- 1943 – Stephen Vincent Benét, ameriški pisatelj, pesnik (* 1898)
- 1975 – Ivo Andrić, srbski pisatelj, nobelovec 1961 (* 1892)
- 1983 – Anton Slodnjak, slovenski književni zgodovinar (* 1899)
- 1984 – Aluísio Jorge Andrade Franco, brazilski dramatik (* 1922)
- 1990 – Bruno Bettelheim, avstrijski psiholog (* 1903)
- 1996 – Krzysztof Kieślowski, poljski filmski režiser (* 1941)
- 2002 – Hans-Georg Gadamer, nemški filozof, (* 1900)